# CeeLo Green

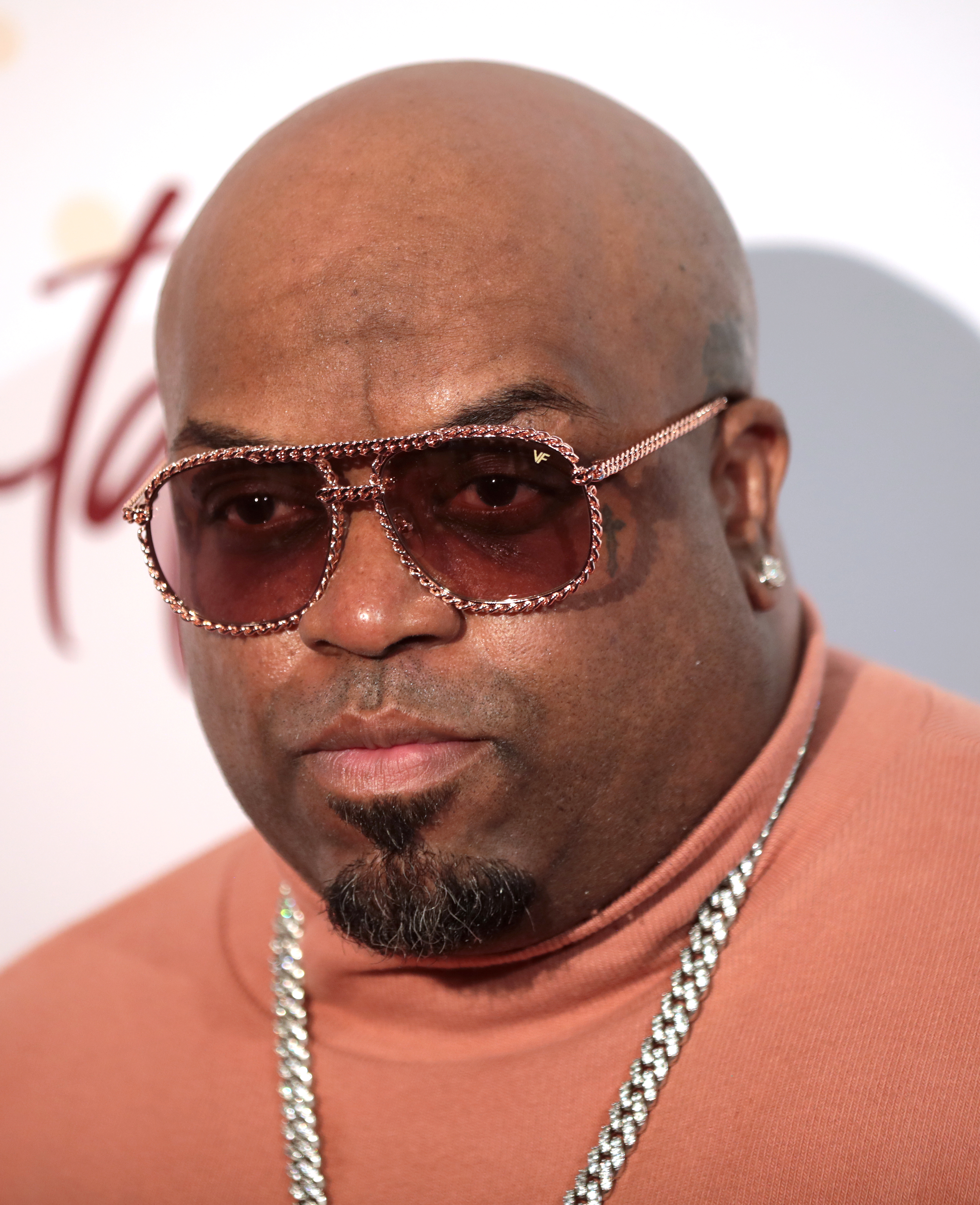
CeeLo Green (2022)

CeeLo Green (* 30. Mai 1975 in Atlanta, Georgia; eigentlich Thomas DeCarlo Callaway) ist ein US-amerikanischer Hip-Hop-, Funk-, Soul- und R&B-Musiker sowie Grammy-Preisträger.

## Leben und Karriere
CeeLo Green fand überregionale Beachtung als Mitglied der Hip-Hop-Band Goodie Mob. Zwischen 1995 und 1999 erschienen drei kommerziell wenig erfolgreiche Alben. Danach startete er eine Solokarriere, 2002 kam sein selbst produziertes Debütalbum Cee-Lo Green and His Perfect Imperfections auf den Markt.
2004 wurde sein zweites Album Cee-Lo Green… Is the Soul Machine veröffentlicht. Mit der Unterstützung von Hitproduzenten wie Timbaland, Jazze Pha und The Neptunes und Gastbeiträgen von Pharrell, T.I. und Ludacris erreichte es Platz 13 der Billboard Charts.
2005 schaffte CeeLo Green seinen Durchbruch in Deutschland und Österreich mit einem Gastbeitrag beim Song Aufstehn! der deutschen Dancehall-Band Seeed.
Zusammen mit dem Hip-Hop-Produzenten DJ Danger Mouse veröffentlichte CeeLo Green 2006 unter dem Namen Gnarls Barkley das hoch gelobte Album St. Elsewhere, nach der gleichnamigen Serie benannt, das seine Bekanntheit ungemein steigerte. Der Song Crazy war eine der erfolgreichsten Singles des Jahres und rund um die Welt in den Top Drei der Charts vertreten. Bei den Grammy Awards 2007 gewannen sie in der Kategorie Best Alternative Music Album. Am 17. Februar 2007 trat Green bei einem Konzert von Prince als musikalischer Gast auf. Zwei Jahre darauf erschien der Nachfolger The Odd Couple, benannt wiederum nach der Filmkomödie Ein seltsames Paar.
CeeLo Green ist ebenfalls Mitglied der aus Atlanta stammenden Dungeon Family, einer Hip-Hop-Supergroup, die schon seit Anfang der 1990er besteht. 2001 erschien ihr bisher einziges Album Even in Darkness, auf dem Green in beinahe der Hälfte aller Songs zu hören ist.
Auch als Songwriter für andere Künstler trat er wiederholt in Erscheinung. Er schrieb und produzierte für Amerie, Kelis, Brandy, Jennifer Hudson und Solange Knowles. 2005 entstand in Zusammenarbeit mit den Pussycat Dolls und Busta Rhymes der Nummer-eins-Hit Don’t Cha, zu dem er die Background Vocals sang. Dies tat er auch auf einem weiteren Nummer-eins-Song, Waterfalls von TLC.
Er war unter anderem als Gastsänger bei P. Diddy, Common, Nas, Kelis, Twista, Asher Roth, Everlast, den Black Eyed Peas, Carlos Santana und der deutschen Dancehall-Formation Seeed (Aufstehn!) zu hören. Im Februar 2011 gewann CeeLo Green den BRIT Award als bester internationaler Künstler. Ab dem 4. Juni 2011 tourte Green gemeinsam mit R&B-Sängerin Rihanna durch Nordamerika in deren Vorprogramm ihrer Loud Tour.
Am 5. Februar 2012 trat er bei der Halftime Show des Super Bowl XLVI gemeinsam mit Madonna auf. 2012 sprach er als Synchronsprecher Murray die Mumie in der Originalfassung der animierten Horror-Komödie Hotel Transsilvanien.
Von Januar bis Februar 2020 nahm Green als Monster an der ersten Staffel der britischen Ausgabe von The Masked Singer teil, in der er den vierten Platz erreichte.

## Bewährungsstrafe
Im August 2014 wurde CeeLo Green zu einer Bewährungsstrafe von drei Jahren und 45 Sozialstunden verurteilt, weil es das Gericht als erwiesen ansah, dass er einer Frau Liquid Ecstasy verabreicht hatte. Dass er das Opfer in bewusstlosem Zustand auch vergewaltigt haben soll, konnte ihm nicht nachgewiesen werden. Allerdings löste CeeLo Green im Anschluss Empörung aus, als er über Twitter die Meinung verbreitete, dass es sich nur um eine Vergewaltigung handelt, sofern das Opfer bei Sinnen sei.

## Diskografie
mit Gnarls Barkley
mit Goodie Mob
mit Dungeon Family

### Studioalben
| Jahr | Titel                                      | Höchstplatzierung, Gesamtwochen, AuszeichnungChartplatzierungen (Jahr, Titel, Platzierungen, Wochen, Auszeichnungen, Anmerkungen) | Höchstplatzierung, Gesamtwochen, AuszeichnungChartplatzierungen (Jahr, Titel, Platzierungen, Wochen, Auszeichnungen, Anmerkungen) | Höchstplatzierung, Gesamtwochen, AuszeichnungChartplatzierungen (Jahr, Titel, Platzierungen, Wochen, Auszeichnungen, Anmerkungen) | Höchstplatzierung, Gesamtwochen, AuszeichnungChartplatzierungen (Jahr, Titel, Platzierungen, Wochen, Auszeichnungen, Anmerkungen) | Höchstplatzierung, Gesamtwochen, AuszeichnungChartplatzierungen (Jahr, Titel, Platzierungen, Wochen, Auszeichnungen, Anmerkungen) | Anmerkungen                            |
| Jahr | Titel                                      | DE | AT | CH | UK | US | Anmerkungen                            |
| ---- | ------------------------------------------ | --- | --- | --- | --- | --- | -------------------------------------- |
| 2002 | Cee-Lo Green and His Perfect Imperfections | — | — | — | — | US11 (13 Wo.)US | Erstveröffentlichung: 23. April 2002   |
| 2004 | Cee-Lo Green... Is the Soul Machine        | — | — | — | — | US13 (8 Wo.)US | Erstveröffentlichung: 2. März 2004     |
| 2010 | The Lady Killer                            | DE77 (1 Wo.)DE | AT63 (1 Wo.)AT | CH56 (6 Wo.)CH | UK3 ×2Doppelplatin · (69 Wo.)UK                                                                                                   | US9 (42 Wo.)US | Erstveröffentlichung: 9. November 2010 |
| 2012 | Cee Lo’s Magic Moment                      | — | — | — | — | US25 (10 Wo.)US | Erstveröffentlichung: 30. Oktober 2012 |
| 2015 | Heart Blanche                              | — | — | — | UK43 (2 Wo.)UK | — | Erstveröffentlichung: 6. November 2015 |
| 2020 | CeeLo Green Is Thomas Callaway             | — | — | — | — | — | Erstveröffentlichung: 26. Juni 2020    |

### Kompilationen
- 2006: Closet Freak: The Best of Cee-Lo Green the Soul Machine

### Singles als Leadmusiker
| Jahr | Titel Album                                             | Höchstplatzierung, Gesamtwochen, AuszeichnungChartplatzierungen (Jahr, Titel, Album, Platzierungen, Wochen, Auszeichnungen, Anmerkungen) | Höchstplatzierung, Gesamtwochen, AuszeichnungChartplatzierungen (Jahr, Titel, Album, Platzierungen, Wochen, Auszeichnungen, Anmerkungen) | Höchstplatzierung, Gesamtwochen, AuszeichnungChartplatzierungen (Jahr, Titel, Album, Platzierungen, Wochen, Auszeichnungen, Anmerkungen) | Höchstplatzierung, Gesamtwochen, AuszeichnungChartplatzierungen (Jahr, Titel, Album, Platzierungen, Wochen, Auszeichnungen, Anmerkungen) | Höchstplatzierung, Gesamtwochen, AuszeichnungChartplatzierungen (Jahr, Titel, Album, Platzierungen, Wochen, Auszeichnungen, Anmerkungen) | Anmerkungen                                                               |
| Jahr | Titel Album                                             | DE | AT | CH | UK | US | Anmerkungen                                                               |
| ---- | ------------------------------------------------------- | --- | --- | --- | --- | --- | ------------------------------------------------------------------------- |
| 2002 | Closet Freak Cee-Lo Green and His Perfect Imperfections | — | — | — | — | US98 (3 Wo.)US | Erstveröffentlichung: 2002                                                |
| 2009 | Open Happiness –                                        | — | AT11 (2 Wo.)AT | — | — | — | Erstveröffentlichung: 13. März 2009 als Green, Urie, Stump, Monae & McCoy |
| 2010 | F**k You! / Forget You The Lady Killer                  | DE11 (22 Wo.)DE | AT5 Gold · (17 Wo.)AT | CH13 (18 Wo.)CH | UK1 ×3Dreifachplatin · (43 Wo.)UK | US2 ×7Siebenfachplatin · (48 Wo.)US | Erstveröffentlichung: 19. August 2010                                     |
| 2010 | It’s OK The Lady Killer                                 | — | — | — | UK20 (11 Wo.)UK | — | Erstveröffentlichung: 27. Dezember 2010                                   |
| 2011 | Bright Lights Bigger City The Lady Killer               | DE54 (6 Wo.)DE | AT21 (9 Wo.)AT | CH54 (7 Wo.)CH | UK13 Gold · (20 Wo.)UK | — | Erstveröffentlichung: 27. März 2011                                       |
| 2011 | I Want You (Hold On to Love) The Lady Killer            | — | — | — | UK90 (3 Wo.)UK | — | Erstveröffentlichung: 5. Juni 2011                                        |
| 2011 | Cry Baby The Lady Killer                                | — | — | — | UK58 (6 Wo.)UK | — | Erstveröffentlichung: 10. Oktober 2011                                    |
| 2011 | Anyway The Lady Killer: The Platinum Edition            | — | — | — | UK52 (6 Wo.)UK | — | Erstveröffentlichung: 11. Dezember 2011                                   |
| 2015 | Music to My Soul Heart Blanche                          | — | — | — | UK59 (1 Wo.)UK | — | Erstveröffentlichung: 2015                                                |

Weitere Singles
- 2002: Gettin’ Grown
- 2004: I’ll Be Around (feat. Timbaland)
- 2004: The One
- 2005: Happy Hour (feat. Jazze Pha)
- 2008: Kung Fu Fighting (feat. Jack Black)
- 2009: Stranger in the Crowd
- 2010: What Part of Forever
- 2010: Georgia
- 2010: No One’s Gonna Love You
- 2010: Pimps Don’t Cry (feat Eva Mendes)
- 2011: Foxey Lady
- 2011: Fool for You (feat. Philip Bailey / Melanie Fiona)
- 2011: Love Is a Battlefield (feat. Vicci Martinez)
- 2012: Born to Be Wild (feat. Juliet Simms)
- 2012: Blitzkrieg Bop (I Love Football)
- 2013: Only You (feat. Lauriana Mae)
- 2015: Robin Williams
- 2015: Sign of the Times
- 2020: Lead Me

### Singles als Gastmusiker
| Jahr | Titel Album                                                             | Höchstplatzierung, Gesamtwochen, AuszeichnungChartplatzierungen (Jahr, Titel, Album, Platzierungen, Wochen, Auszeichnungen, Anmerkungen) | Höchstplatzierung, Gesamtwochen, AuszeichnungChartplatzierungen (Jahr, Titel, Album, Platzierungen, Wochen, Auszeichnungen, Anmerkungen) | Höchstplatzierung, Gesamtwochen, AuszeichnungChartplatzierungen (Jahr, Titel, Album, Platzierungen, Wochen, Auszeichnungen, Anmerkungen) | Höchstplatzierung, Gesamtwochen, AuszeichnungChartplatzierungen (Jahr, Titel, Album, Platzierungen, Wochen, Auszeichnungen, Anmerkungen) | Höchstplatzierung, Gesamtwochen, AuszeichnungChartplatzierungen (Jahr, Titel, Album, Platzierungen, Wochen, Auszeichnungen, Anmerkungen) | Anmerkungen                                                                    |
| Jahr | Titel Album                                                             | DE | AT | CH | UK | US | Anmerkungen                                                                    |
| ---- | ----------------------------------------------------------------------- | --- | --- | --- | --- | --- | ------------------------------------------------------------------------------ |
| 2002 | In da Wind Thug Holiday                                                 | — | — | — | — | US70 (18 Wo.)US | Erstveröffentlichung: 18. Juni 2002 Trick Daddy feat. CeeLo Green & Big Boi    |
| 2005 | Sugar (Gimme Some) The Odd Couple                                       | — | — | — | UK61 (1 Wo.)UK | US20 (26 Wo.)US | Erstveröffentlichung: 11. Januar 2005 Trick Daddy feat. CeeLo Green & Ludacris |
| 2005 | Aufstehn! Next!                                                         | DE5 (15 Wo.)DE | AT14 (17 Wo.)AT | CH28 (13 Wo.)CH | — | — | Erstveröffentlichung: 22. August 2005 Seeed feat. CeeLo Green                  |
| 2007 | Lil Star Kelis Was Here                                                 | DE99 (1 Wo.)DE | — | — | UK3 (16 Wo.)UK | — | Erstveröffentlichung: 19. Februar 2007 Kelis feat. CeeLo Green                 |
| 2010 | Scott Mescudi vs. the World Man on the Moon II: The Legend of Mr. Rager | — | — | — | — | US92 (1 Wo.)US | Erstveröffentlichung: 2010 Kid Cudi feat. CeeLo Green                          |
| 2022 | The King and I Elvis (Original Motion Picture Soundtrack)               | — | — | — | UK86 (1 Wo.)UK | — | Erstveröffentlichung: 16. Juni 2022 Eminem feat. CeeLo Green                   |

Weitere Gastbeiträge
- 2003: All I Know (Field Mob feat. CeeLo Green and Jazze Pha)
- 2005: Politics (Royce da 5'9" feat. CeeLo Green)
- 2007: Less Than an Hour (Nas feat. CeeLo Green)
- 2008: Pretty Please (Love Me) (Estelle feat. CeeLo Green)
- 2009: Be by Myself (Asher Roth feat. CeeLo Green)
- 2011: Cho Cha (Teddybears feat. CeeLo Green and The B-52’s)
- 2011: Electric Lady (40 Glocc feat. CeeLo Green)
- 2011: Letter to My Son (Don Trip feat. CeeLo Green)
- 2012: My Life (Slaughterhouse feat. CeeLo Green)
- 2012: Come Along (Vicci Martinez feat. CeeLo Green)
- 2013: Hello (T.I. feat. CeeLo Green)
- 2014: Shine Like Gold (Gipp feat. CeeLo Green)
- 2016: We (Mac Miller feat. CeeLo Green)
- 2020: Legendary (Tyrese feat. CeeLo Green)

## Auszeichnungen für Musikverkäufe
| Goldene Schallplatte - Australien - 2006: für die Autorenbeteiligung Crazy (Gnarls Barkley) - Belgien - 2005: für die Autorenbeteiligung und Produktion Don’t Cha (The Pussycat Dolls) - 2006: für die Autorenbeteiligung Crazy (Gnarls Barkley) - Brasilien - 2009: für die Autorenbeteiligung und Produktion Don’t Cha (The Pussycat Dolls) - Neuseeland - 2005: für die Autorenbeteiligung und Produktion Don’t Cha (The Pussycat Dolls) - 2006: für die Autorenbeteiligung Crazy (Gnarls Barkley) - 2011: für die Single Bright Lights, Bigger City - 2015: für die Single Open Happiness - Österreich - 2005: für die Autorenbeteiligung und Produktion Don’t Cha (The Pussycat Dolls) - 2006: für die Autorenbeteiligung Crazy (Gnarls Barkley) - Schweden - 2006: für die Autorenbeteiligung und Produktion Don’t Cha (The Pussycat Dolls) - Schweiz - 2005: für die Autorenbeteiligung und Produktion Don’t Cha (The Pussycat Dolls) - 2006: für die Autorenbeteiligung Crazy (Gnarls Barkley) - Vereinigte Staaten - 2020: für die Single The Other Side | Platin-Schallplatte - Dänemark - 2007: für die Autorenbeteiligung und Produktion Don’t Cha (The Pussycat Dolls) - 2014: für die Single F**k You! / Forget You - Deutschland - 2006: für die Autorenbeteiligung Crazy (Gnarls Barkley) - 2018: für die Autorenbeteiligung und Produktion Don’t Cha (The Pussycat Dolls) - Irland - 2011: für das Album The Lady Killer - Italien - 2019: für die Autorenbeteiligung Crazy (Gnarls Barkley) - Neuseeland - 2010: für die Single F**k You! / Forget You - 2022: für das Album The Lady Killer - Schweden - 2008: für die Autorenbeteiligung Crazy (Gnarls Barkley) - Vereinigte Staaten - 2006: für die Autorenbeteiligung und Produktion Don’t Cha (The Pussycat Dolls) - Vereinigtes Königreich - 2006: für die Autorenbeteiligung Crazy (Gnarls Barkley) - 2014: für die Autorenbeteiligung und Produktion Don’t Cha (The Pussycat Dolls) | 2× Platin-Schallplatte - Australien - 2005: für die Autorenbeteiligung und Produktion Don’t Cha (The Pussycat Dolls) - Kanada - 2007: für den Ringtone Crazy (Gnarls Barkley) 3× Platin-Schallplatte - Australien - 2011: für die Single F**k You! / Forget You 4× Platin-Schallplatte - Kanada - 2012: für die Single F**k You! / Forget You - Vereinigte Staaten - 2016: für die Autorenbeteiligung Crazy (Gnarls Barkley) |

Anmerkung: Auszeichnungen in Ländern aus den Charttabellen bzw. Chartboxen sind in ebendiesen zu finden.
| Land/RegionAuszeichnungen für Musikverkäufe (Land/Region, Auszeichnungen, Verkäufe, Quellen) | Gold       | Platin       | Verkäufe   | Quellen                           |
| -------------------------------------------------------------------------------------------- | ---------- | ------------ | ---------- | --------------------------------- |
| Australien (ARIA)                                                                            | Gold1      | 5× Platin5   | 385.000    | aria.com.au                       |
| Belgien (BRMA)                                                                               | 2× Gold2   | —            | 50.000     | ultratop.be                       |
| Brasilien (PMB)                                                                              | Gold1      | —            | 30.000     | pro-musicabr.org.br               |
| Dänemark (IFPI)                                                                              | —          | 2× Platin2   | 45.000     | ifpi.dk                           |
| Deutschland (BVMI)                                                                           | —          | 2× Platin2   | 600.000    | musikindustrie.de                 |
| Irland (IRMA)                                                                                | —          | Platin1      | 15.000     | irishcharts.ie                    |
| Italien (FIMI)                                                                               | —          | Platin1      | 50.000     | fimi.it                           |
| Kanada (MC)                                                                                  | —          | 6× Platin6   | 400.000    | musiccanada.com                   |
| Neuseeland (RMNZ)                                                                            | 4× Gold4   | 2× Platin2   | 60.000     | aotearoamusiccharts.co.nz NZ2 NZ3 |
| Österreich (IFPI)                                                                            | 3× Gold3   | —            | 45.000     | ifpi.at                           |
| Schweden (IFPI)                                                                              | Gold1      | Platin1      | 30.000     | sverigetopplistan.se              |
| Schweiz (IFPI)                                                                               | 2× Gold2   | —            | 35.000     | hitparade.ch CH2                  |
| Vereinigte Staaten (RIAA)                                                                    | Gold1      | 12× Platin12 | 12.500.000 | riaa.com                          |
| Vereinigtes Königreich (BPI)                                                                 | Gold1      | 7× Platin7   | 4.000.000  | bpi.co.uk                         |
| Insgesamt                                                                                    | 16× Gold16 | 39× Platin39 |            |                                   |

## Filmografie (Auswahl)
- 1999: Mystery Men
- 2007: Robot Chicken (Fernsehserie, eine Episode)
- 2008: The Boondocks (Fernsehserie, zwei Episoden)
- 2011: American Dad (Fernsehserie, eine Episode)
- seit 2011: The Voice (Fernsehshow, als Juror)
- 2012: How to Rock (Fernsehserie, zwei Episoden)
- 2012: Anger Management (Fernsehserie)
- 2012: Hotel Transsilvanien (Hotel Transylvania, Stimme von Murray)
- 2013: Can a Song Save Your Life? (Begin Again)